# 市民病院前停留場
市民病院前停留場（しみんびょういんまえていりゅうじょう）は、富山県高岡市向野町三丁目・宝町にある万葉線の停留場。

## 歴史
- 1953年（昭和28年）4月10日：富山地方鉄道の地鉄高岡（現・高岡駅） - 伏木港間の中間駅として開設[2]。
- 1959年（昭和34年）4月1日：事業譲渡により、加越能鉄道の駅となる。
- 2002年（平成14年）4月1日：事業譲渡により、万葉線の駅となる。

## 構造
相対式ホーム2面2線の地上駅。上屋およびスロープが設置され、バリアフリー化されている。

## 周辺
- 高岡市民病院
- 高岡公共職業安定所
- 高岡労働基準監督署
- 加越能バス本社
  - 高岡営業所

## 隣の停留場
万葉線
■万葉線（高岡軌道線）
志貴野中学校前停留場 - 市民病院前停留場 - 江尻停留場